# Růžový panter (seriál)
Růžový panter (v anglickém originále The Pink Panther) je americký animovaný komediální televizní seriál z let 1993–1995. Je součástí franšízy Růžového pantera, premiérově byl vysílán v syndikaci. Ve dvou řadách vzniklo celkem 60 dílů, které režírovali Charles Grosvenor a Byron Vaughns. Autory hudby jsou Albert Olsen, James Stemple a Mark Watters.
Hlavní postavy tvoří růžový panter a jeho (černobíle zobrazený) soused s černobílým psem. Zápletky jednotlivých dílů (ne nutně) plynou i z jejich sousedských vztahů.